# Guillermo Stábile
Guillermo Stábile, född 17 januari 1905, död 27 december 1966, var en argentinsk fotbollsspelare, mest känd som skyttekung i det allra första Världsmästerskapet i fotboll, 1930 i Uruguay. 

## Genombrottet - och avskedet
Stábile nämns ofta som en av världens första, stora skyttekungar. Han togs 1930 ut i Argentinas VM-trupp som skulle delta i det första världsmästerskapet i fotboll som hölls i Uruguay. Han fick dock inte spela den första matchen, men efter att storstjärnan Roberto Cherro fått en ångestattack inför matchen mot Mexico kastades den 25 år gamle Guillermo in i hetluften - i sin första landskamp. Det blev succé direkt då han lyckades göra ett hattrick i 6-3-segern.
Ytterligare 2 mål från Stábiles fötter kom i nästa match, då man besegrade rivalerna från Chile med 3-1. I semifinalen ställdes man mot USA som blev en lätt match för Argentina: 6-1 och på nytt 2 mål av Stábile. I finalen mötte man hemmanationen Uruguay som skulle visa sig för svåra. Det blev förlust med 4-2 trots ledning med 2-1. Ett av Argentinas mål gjordes dock av Stábile som därmed kom upp i 8 mål på 4 matcher och blev VM-fotbollens första skyttekung. Då det sedan kom sig att han aldrig mer spelade i det argentinska landslaget är han den ende spelaren i fotbollshistorien, som gjort minst 3 landskamper, med ett målsnitt på 2,0/match.

## Proffskarriären
Guillermo värvades efter succén i VM till Italien och Genoa - Italiens äldsta fotbollsklubb. I debutmatchen, mot Bologna FC, gjorde han ett hattrick. Målsnittet sjönk sedan betänkligt under kommande matcher. På de 5 åren i Genoa gjorde han 13 mål på 41 matcher.
Redan säsongen 1931-1932 fungerade han tillfälligt som spelande tränare i klubben. Han avsade sig sedan detta uppdrag och var följande år endast spelare i laget. 1935 flyttade han till ligakonkurrenten SSC Napoli men redan följande år drog han vidare - nu till Frankrike och Red Star Paris. Efter ett år i klubben återupptog Stábile konceptet spelande tränare. Han förblev på den posten t o m 1939, som blev hans sista år som aktiv, då han var med och förde klubben tillbaka till Ligue 1. 

## Tränarkarriären
Efter att ha lämnat Frankrike blev han av hemlandet Argentina erbjuden att ta hand om dess landslag, något Stábile tackade ja till. Han coachade framgångsrikt laget till bland annat 6 segrar i Sydamerikanska Mästerskapet och är en av få förbundskaptener som varit coach i mer än 120 tävlingsmatcher (av dessa vann han 80). Samtidigt, under den långa tid (1939-1960) han ansvarade för landslaget, tränade han 3 olika klubbar under perioder. Bl. a tog han Racing Club de Avellaneda till 3 mästerskapstitlar i hemlandet.
Efter att ha slutat som förbundskapten 1960 fick han jobbet som chef för Argentinas Nationella Skola för Fotbollstränare. Posten innehade han till sin död 1966.